# Медынский, Евгений Николаевич
Евге́ний Никола́евич Меды́нский (1885—1957) — российский учёный в области педагогики и истории педагогики, доктор педагогических наук, профессор, академик АПН РСФСР (1944).

## Биография
Родился 27 февраля (11 марта) 1885 года в Ялте. В 1903 году с золотой медалью окончил Симферопольскую мужскую казённую гимназию. Затем окончил Харьковский технологический институт и юридический факультет Императорского Санкт-Петербургского университета (1914[уточнить]).
В 1914—1917 годах занимал должность заведующего отделом народного образования Царскосельской земской управы. В 1912—1915 годах впервые в России читал в Санкт-Петербургской педагогической академии курс лекций по внешкольному образованию. В 1915—1917 годах Медынский преподавал на Высших педагогических (Фрёбелевских) курсах.
В 1918—1920 годах Е. Н. Медынский преподавал в Нижегородском институте народного образования, а в 1920—1922 годах был профессором и деканом педагогического факультета Уральского университета.
С 1922 года работал в Москве, заведующим отделом статистики Политпросвета Наркомпроса РСФСР. В 1922—1948 годах работал преподавателем, с 1926 года профессором 2-го МГУ (с 1930 года — Московский государственный педагогический институт им. А. С. Бубнова). Также,в 1930—1937 годах он преподавал в Высшем коммунистическом институте просвещения (ВКИП) и других вузах Москвы.
В 1935 году Е. Н. Медынскому была присвоена учёная степень доктора педагогических наук; в 1944 году он был избран действительным членом Академии педагогических наук РСФСР. С 1944 по 1946 год он был директором Государственной библиотеки по народному образованию, а также (в 1944—1948 годах) заведовал отделом НИИ теории и истории педагогики; в 1947—1952 годах был членом Президиума АПН РСФСР.
В 1949—1952 годах был заведующим редакцией педагогики издательства «Советская энциклопедия».
Умер в Москве 6 марта 1957 года. Похоронен на Введенском кладбище (3 уч.).

## Научные интересы
Основное внимание в своих ранних работах Е. Н. Медынский уделял проблеме внешкольного образования. Им была разработана система работы земств и земских учреждений по просвещению, школьному и внешкольному образованию. Е. Н. Медынский развивал и поддерживал идеи демократической направленности российского педагогического сообщества. В педагогической деятельности и научных исследованиях Е. Н. Медынского теоретические положения были тесно связаны с анализом и обобщением практики общественно-просветительской деятельности.
После 1918 года Е. Н. Медынский к внешкольной работе относил политико-воспитательные и общеобразовательные мероприятия для взрослых. Им были разработаны организационно-дидактические основы советской системы внешкольного образования. Медынский выдвинул идеи создания народных домов для политического просвещения масс и превращения библиотек в центры общекультурной работы с населением. Он обосновал  необходимость широкого исследования проблем воспитания и образования человека на протяжении всей его жизни.
В конце 1917 — начале 1918 года Е. Н. Медынский являлся сторонником организации народного образования на принципах самоуправления и автономии, критиковал в связи с этим политику Наркомпроса.
В начале 1920-х годов, в Уральском университете начались его серьёзные исследования в области истории педагогики, продолжавшиеся до конца жизни. С 1920 года он занимался разработкой научно-теоретических и методических основ курса истории педагогики с марксистских позиций, и в 1925—1929 годах написал первый советский учебник по истории педагогики (в трёх томах), который носил название «История педагогики в связи с экономическим развитием общества», в котором высказывал идеи взаимосвязи истории педагогических процессов с социально-экономическим развитием общества и с революционной борьбой народных масс. После переработки книга вышла в 2 частях: «Всеобщая история педагогики» и «История русской педагогики до Великой Октябрьской социалистической революции» (1938), впоследствии (в 1947 году) в соавторстве было написано несколько глав нового учебника по истории педагогики, который переиздавался в 1956—1982 годах.
Е. Н. Медынский занимался проблемами взаимосвязи и взаимовлияния отечественной и зарубежной педагогики, историко-культурным анализом памятников педагогической мысли как важнейших источников для познания историко-педагогичских процессов. Исследовал историю российской школы и педагогики, анализировал творчество Н. И. Пирогова, К. Д. Ушинского, А. И. Герцена, П. Ф. Лесгафта, Л. Н. Толстого и других русских педагогов и просветителей. Он принимал активное участие в подготовке к изданию педагогических сочинений К. Д. Ушинского, А. С. Макаренко, С. Т. Шацкого и других педагогов.
В 1948 году совместно с Н. А. Константиновым  Е. Н. Медынский издал книгу «Очерки по истории советской школы РСФСР за 30 лет», в которой в целях исследования опыта советской школы проводил анализ учебных планов, программ и учебников. Также в своих работах Е. Н. Медынский уделял внимание вузовской педагогике, а именно: методике чтения лекций, организации самостоятельной работы студентов и некоторым другим вопросам.